# Senecio dumeticolus
Senecio dumeticolus là một loài thực vật có hoa trong họ Cúc. Loài này được S.Moore miêu tả khoa học đầu tiên năm 1918.